# Jack Rigby (Schauspieler)
Jack Rigby (* 14. November 1990 in Gibraltar) ist ein britischer Theater- und Filmschauspieler.

## Leben
Mit elf Jahren trat Rigby erstmals am Neptune Theatre in Liverpool auf. 2012 machte er seinen Abschluss an der Liverpool Institute for Performing Arts mit dem Bachelor of Arts.
2007 wirkte erstmals in einer Fernsehproduktion mit. Es folgten Besetzungen in einzelnen Episoden britischer Fernsehserien und Rollen in Spielfilmen.

## Filmografie
- 2007: Mobile (Mini-Fernsehserie, Episode 1x01)
- 2009: Waterloo Road (Fernsehserie, Episode 4x13)
- 2009: Don't Worry About Me
- 2010: Nowhere Fast
- 2010: Senseless (Kurzfilm)
- 2011: Small Creatures
- 2011: The Last Ferry
- 2015: Arthur und Merlin
- 2015: Pleasure Island

## Theater
- 2009–2010: Our Day Out (Royal Court Theatre)
- 2011: Titanic The Musical (LIPA Unity Theatre)
- 2011: Black Snow (LIPA Unity Theatre)
- 2012: Time and the Conways (LIPA Unity Theatre)
- 2012: The last days of Judas Iscariot  (LIPA Unity Theatre)
- 2012: Macbeth (Royal Court Theatre Liverpool)
- 2012: A midsummer nights dream (Royal Court Theatre Liverpool)
- 2013–2014: The Hitchhikers guide to Fazakerley (Royal Court Theatre Liverpool)
- 2015–2016: Cinderella – pantomime (St. Helen's Theatre Royal)
- 2016–2017: The Star (Liverpool Playhouse Theatre)
- 2017–2018: Snow White and the seven dwarves Pantomime (St. Helen's Theatre Royal)
- 2018: Jack and the Beanstalk (Epstein Theatre)